# Rokin 65

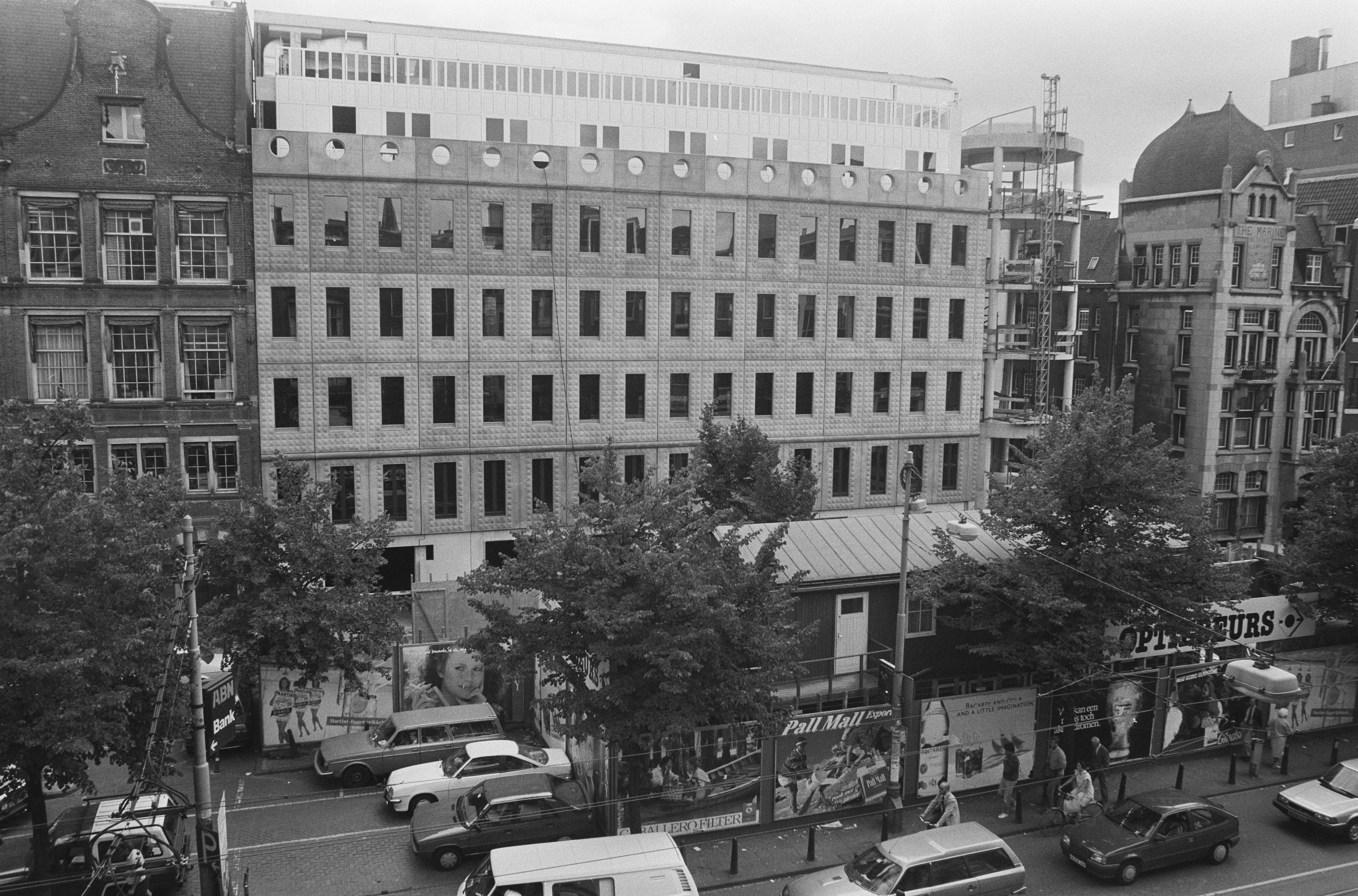
Rokin 65 in aanbouw (juli 1986)

Rokin 65 te Amsterdam is een gebouw aan het Rokin te Amsterdam-Centrum.

## Geschiedenis
Hier stond al eeuwenlang bebouwing aan het Rokin, dan wel Amstel. Rond 1980 werd een deel van de bebouwing tussen de Nieuwe Sint Pieterspoort en de Wijde Lombardsteeg gesloopt ten faveure van nieuwbouw. Onder andere het gebouw Neptunus op nummer 65-67 met fraai beeldhouwwerk ging daarbij verloren; het stond er vanaf 1906. Ook twee rijksmonumenten op nummers 55 en 57 werden gesloopt. 
Projectontwikkelaar Sedijko liet er een kantoorgebouw neerzetten naar ontwerp van Cees Dam. In 1984 begon men met bouwen, terwijl er onzekerheid was, wie het gebouw zou betrekken. Tegelijkertijd keek de Amsterdamse Optiebeurs onder directeur Tjerk Westerterp uit naar nieuwe ruimte. Het bedrijf zat in de Koopmansbeurs, maar het was onzeker of men daar ruimte kon krijgen. De gemeente Amsterdam wilde in dat beursgebouw een architectuurmuseum vestigen; het zou er nooit komen.
Tijdens de bouw van Rokin 65 werden nog wijzigingen in het ontwerp aangebracht om er een geautomatiseerde optiebeurs te kunnen voeren. Er moest kilometerslange bedrading onzichtbaar weggewerkt worden. In 1986 was de ruwbouw af en kon begonnen worden aan de kabelgoten. Op 23 maart 1987 werd het gebouw in gebruik genomen, waarna begin april de officiële opening was. Daarvoor kwam minister Economische Zaken Rudolf de Korte naar Amsterdam. Direct na de opening voerde het NRC Handelsblad al aan dat het gebouw krap bemeten was, de optiebeurs had geen rekening gehouden met een snelle groei van het aantal transacties.
Vlak nadat het gebouw opgeleverd was ging ook de rest van de gebouwen aan het genoemde deel van het Rokin tegen de vlakte; er kwam een bankgebouw.

## Gebouw
Het pand is gebouwd op een onregelmatig rechthoekig terrein en bestaat uit drie gevels. De gevel aan het Rokin beslaat 37 meter. Het kreeg zeven bouwlagen en een glazen hoektoren. Het onderste deel van gevel is bekleed met natuursteen, de lagen erboven met betonnen gevelelementen met piramidevormige punten. De bovenverdiepingen sprongen terrasgewijs naar achteren en bestonden uit aluminium puien.

## Verbouwing
De optiebeurs zat nog geen tien jaar in het gebouw. Ze vertrok in 1995 naar het Beursplein. Verzekerings- en bankbedrijf Fortis betrok het gebouw en Fortis ging ten onder tijdens de bankencrisis in 2008. Vanaf december 2012 is de hoofdredactie van NRC Handelsblad in het gebouw gevestigd.
Voor het NRC Handelsblad heeft Architectenbureau Jaap Dijkman het huisvestingsconcept bedacht. Dit houdt in dat volledige transparantie gemaakt wordt tussen gebouw en stad, krant en lezer. Het resultaat is een voorstel om de bestaande gevel te vervangen door een volledig glazen gevel, met een nieuwe hoofdentree aan het Rokin. Verder zijn de ronde torens op de hoeken van het gebouw gesloopt, de gevel is rechtgetrokken. Op de begane grond is het restaurant van de NRC gehuisvest. Verder heeft het bureau het interieur ontworpen, met een grote centrale ruimte in het hart van het gebouw waarbij doorkijk mogelijk is van redactie naar restaurant. Cees Dam heeft de buitengevel opnieuw ontworpen. NRC koos er uiteindelijk voor als hoofdadres Nes 76 te nemen, het adres aan de achtergevel.